# Змееяд
Змееяд, или обыкновенный змееяд, орёл-змееяд или крачун (лат. Circaetus gallicus) — вид хищных птиц семейства ястребиных, подсемейства змееядов.

## Описание
Общая длина — 67—72 см, размах крыльев 160—190 см, длина крыла 52—60 см. Самки крупнее самцов, но окрашены одинаково с ними. Окраска спинной стороны птицы — серовато-бурая, молодые птицы по окраске схожи со взрослыми.

## Распространение
Населяет зону смешанных лесов и лесостепи. Гнездятся в Северо-Западной Африке, в Южной и отчасти в Центральной Европе, на Кавказе, в Малой Азии, на Ближнем Востоке, Средней Азии и Казахстане, Юго-Западной Сибири, севере Монголии, на юге до Пакистана и Индии.
Занесён в Красную книгу России и Красную книгу Республики Беларусь.

## Экология

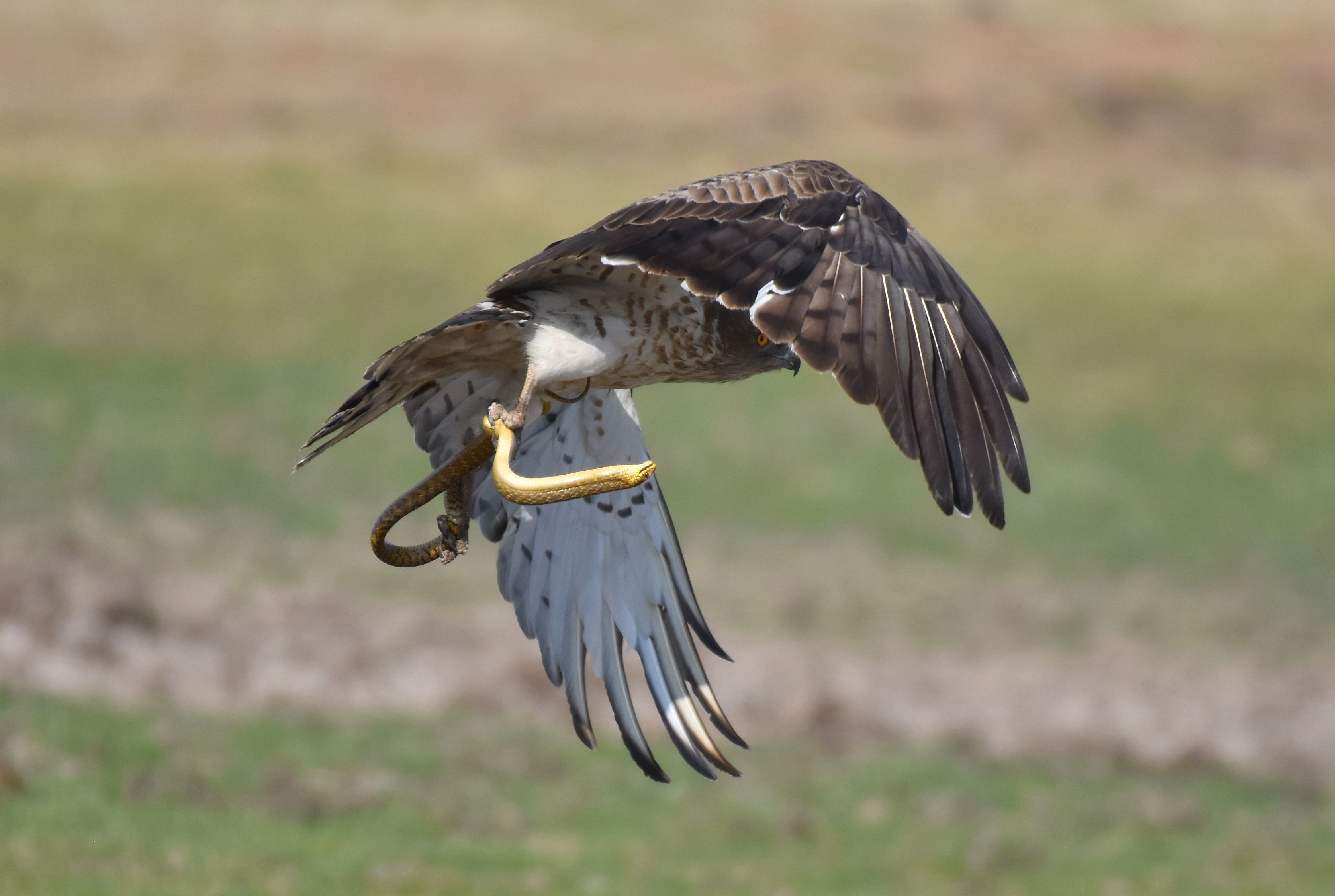
Змееяд с добычей

Один из самых пугливых и недоверчивых по отношению к человеку пернатых хищников.
Змееяд ест почти только змей, и если ему попадётся большая змея, он просто съедает внутренности, разрывая змею по кускам.

## Гнездование
В северных частях гнездовой области (Россия, Центральная Европа) перелётная птица.
На севере населяет леса, на юге — сухие местности, хотя бы с отдельными деревьями. В России достоверно или предположительно гнездится в Башкирском, Брянском лесу, Кабардино-Балкарском, Кавказском, Калужских засеках, Мордовском, Окском, Хопёрском и некоторых других заповедниках и заказниках.

Змееяд очень скрытен, осторожен, молчалив. Для гнездования избирает удалённые от человека участки леса с полянами и болотами, удобными для охоты. Гнёзда строит маленькие, не крупнее, чем у канюка, рыхлые и какие-то небрежные; взрослая птица в нём просто не помещается — и голову видно, и хвост снаружи торчит. В выстилке лотка тоже никакой выдумки — только зелёные веточки да змеиная чешуя.
— В. М. Галушин, «Хищные птицы леса» (М., 1990)
Гнездится высоко от земли на отдельно стоящих деревьях или на лесных опушках (изредка на скалах). Гнёзда — небольшие постройки, строят их птицы сами и используют в течение нескольких лет. В кладке обычно одно белое яйцо (в исключительных случаях до 2 яиц, но во втором яйце эмбрион всегда погибает, так как его насиживание прекращается после вылупления птенца из первого яйца). Насиживают яйца около 40 дней оба родителя. На крыло птенцы становятся на 70—80-й день жизни.
Змееяд выкармливает птенцов в основном змеями, хотя взрослые птицы часто питаются и другими пресмыкающимися, земноводными, мелкими млекопитающими и полевыми птицами. Стенофагия резко сужает ареал гнездования змееяда.

## Кормление птенцов
Процедура кормления птенца необычайно сложна. Сначала птенец хватает змею за хвост и начинает тянуть её из родительской глотки. Для взрослой птицы операция эта вряд ли приятна, тем более, что змеиные чешуйки направлены назад. Иногда такое вытягивание длится 5—10 минут и более, в зависимости от размеров змеи. Вытянув, наконец, добычу изо рта родителей, птенец начинает сам её заглатывать и тоже обязательно с головы (по ошибке начав с хвоста, тут же его выплёвывает). Длинную змею глотает долго — до получаса и больше. Дважды нам довелось видеть, как змееяд принёс в гнездо ещё живых ужа и гадюку. Выдернутая из глотки змея начинала двигаться, и схватить её за голову неопытному птенцу было непросто. Любопытная в этой связи деталь (возможно, случайная): живую гадюку сразу же перехватила лапой за голову сидящая на гнезде взрослая птица, птенцу же была предоставлена возможность справиться с извивающимся ужом.
— В. М. Галушин, «Хищные птицы леса» (М., 1990)

## Галерея

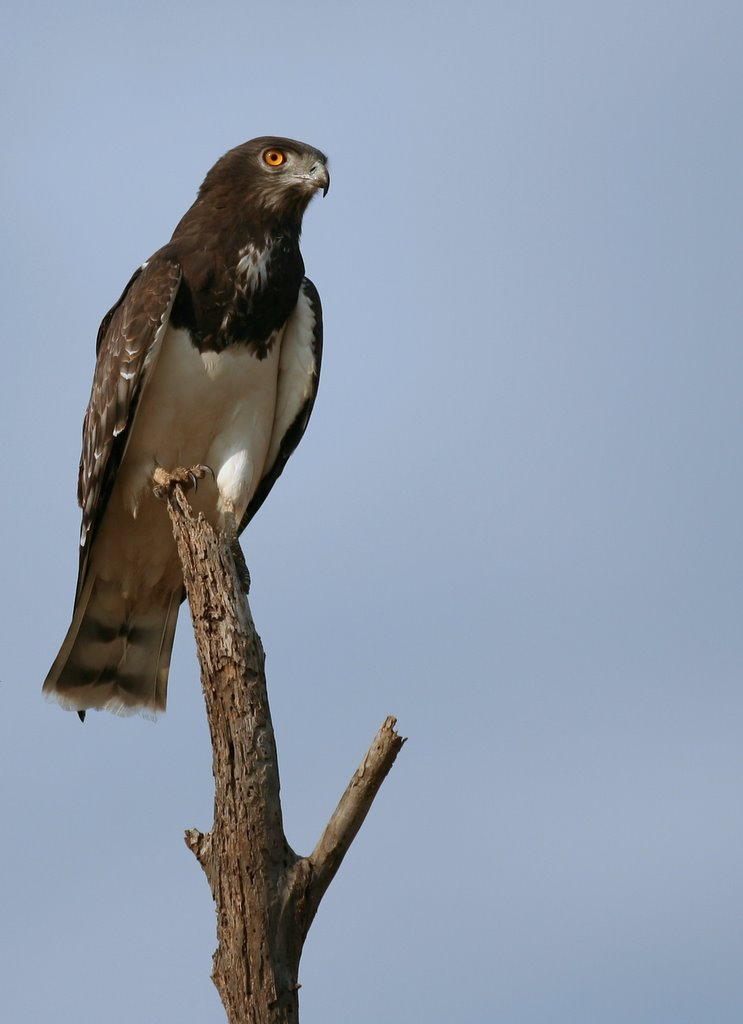
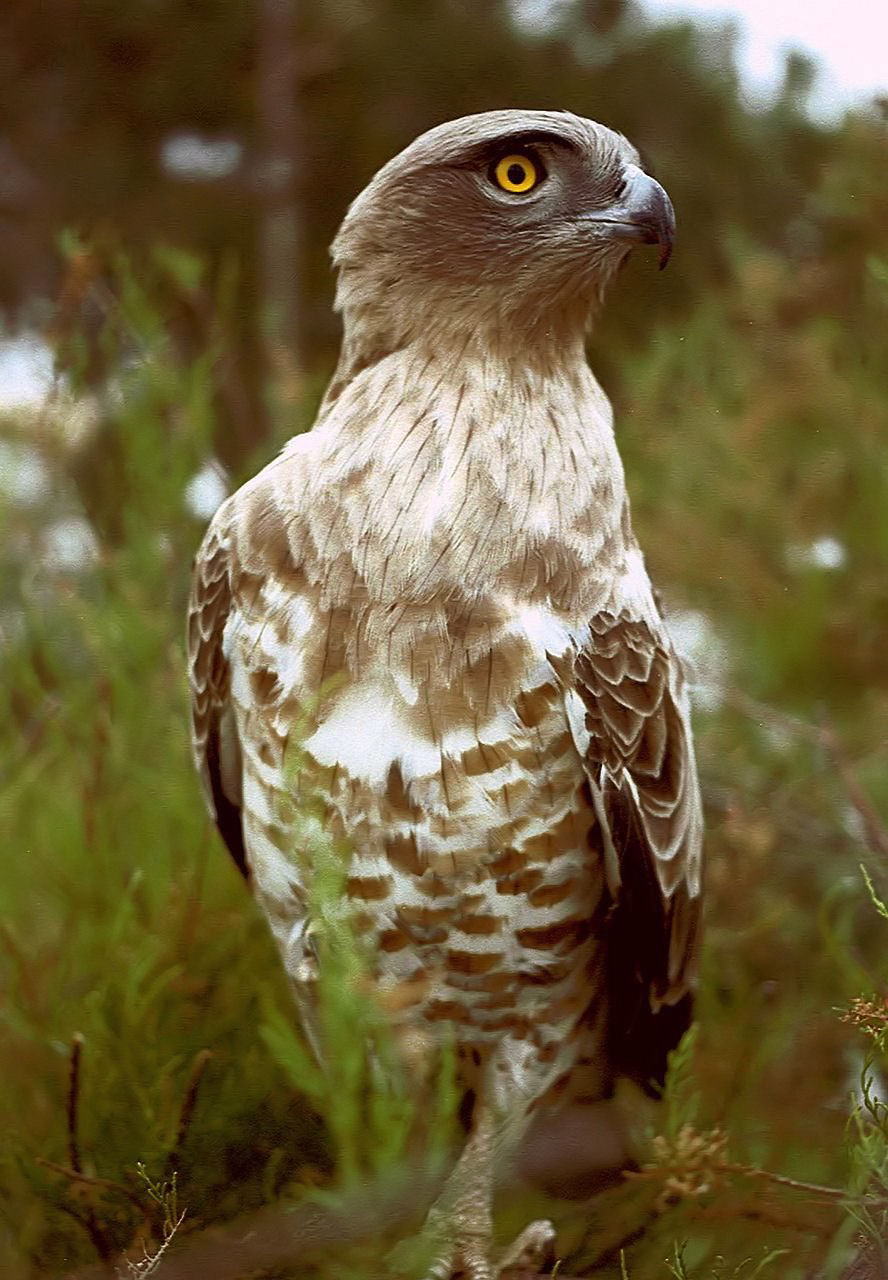
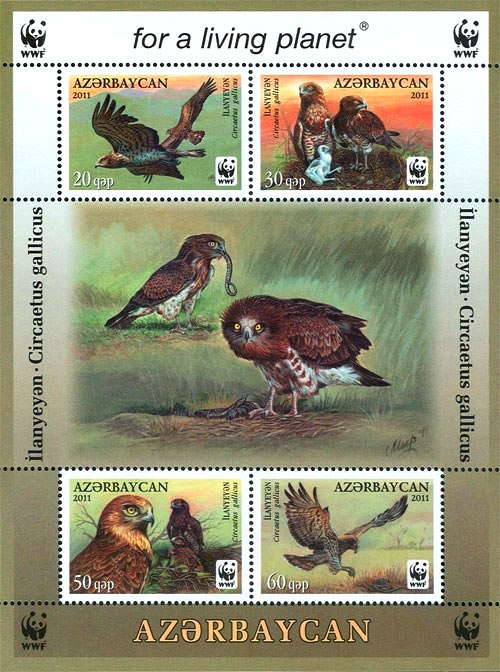
На почтовых марках Азербайджана
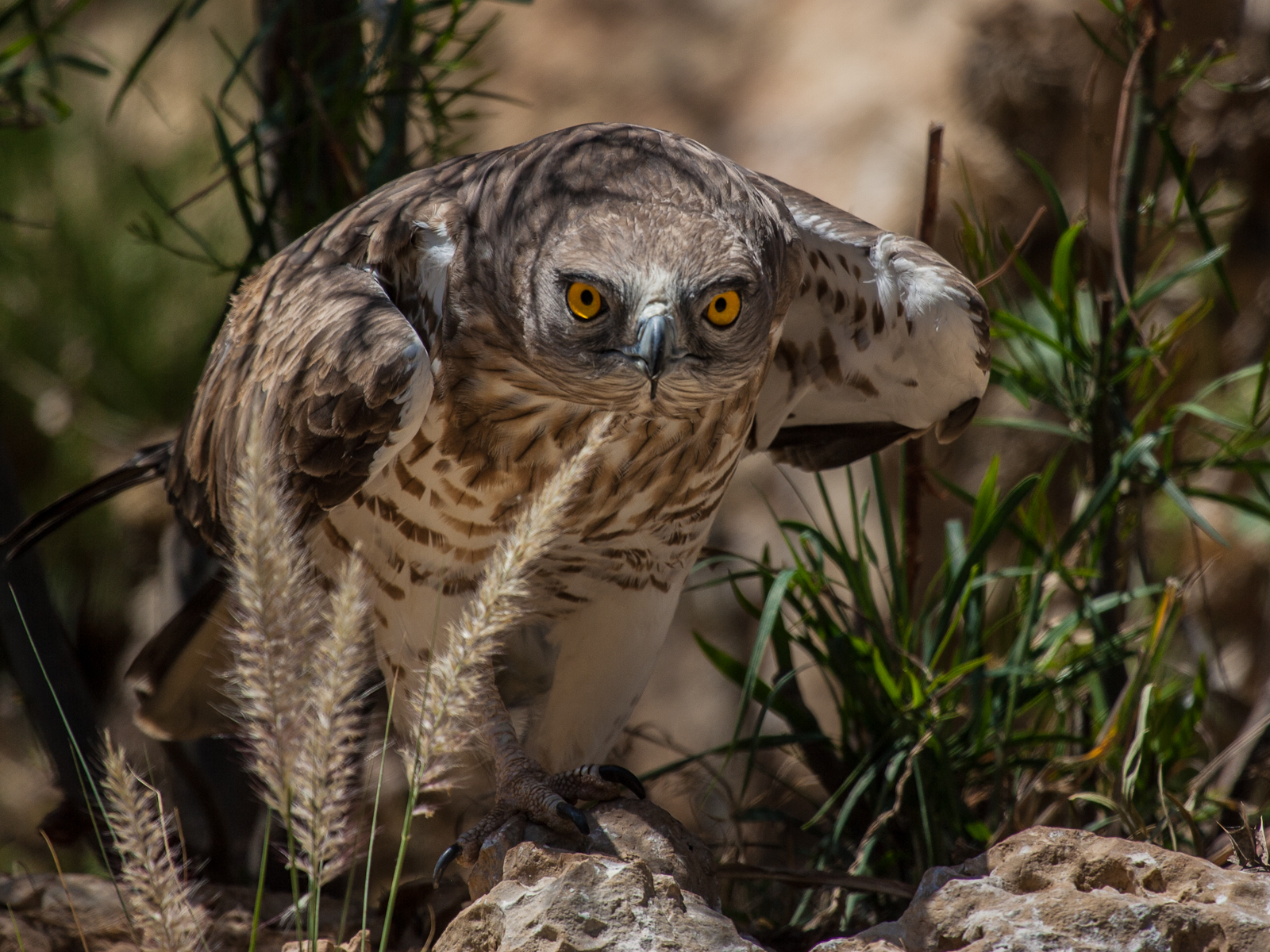
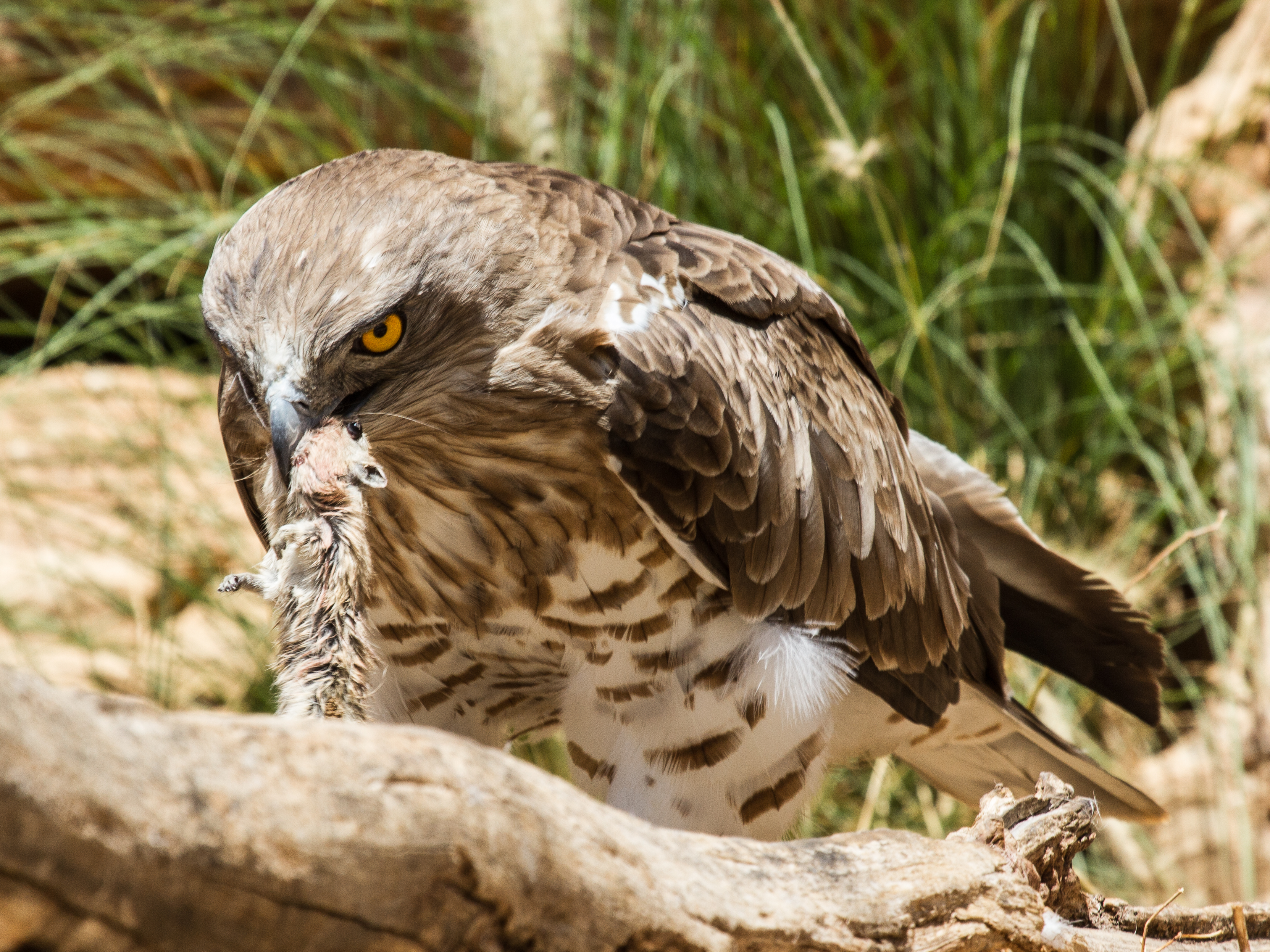
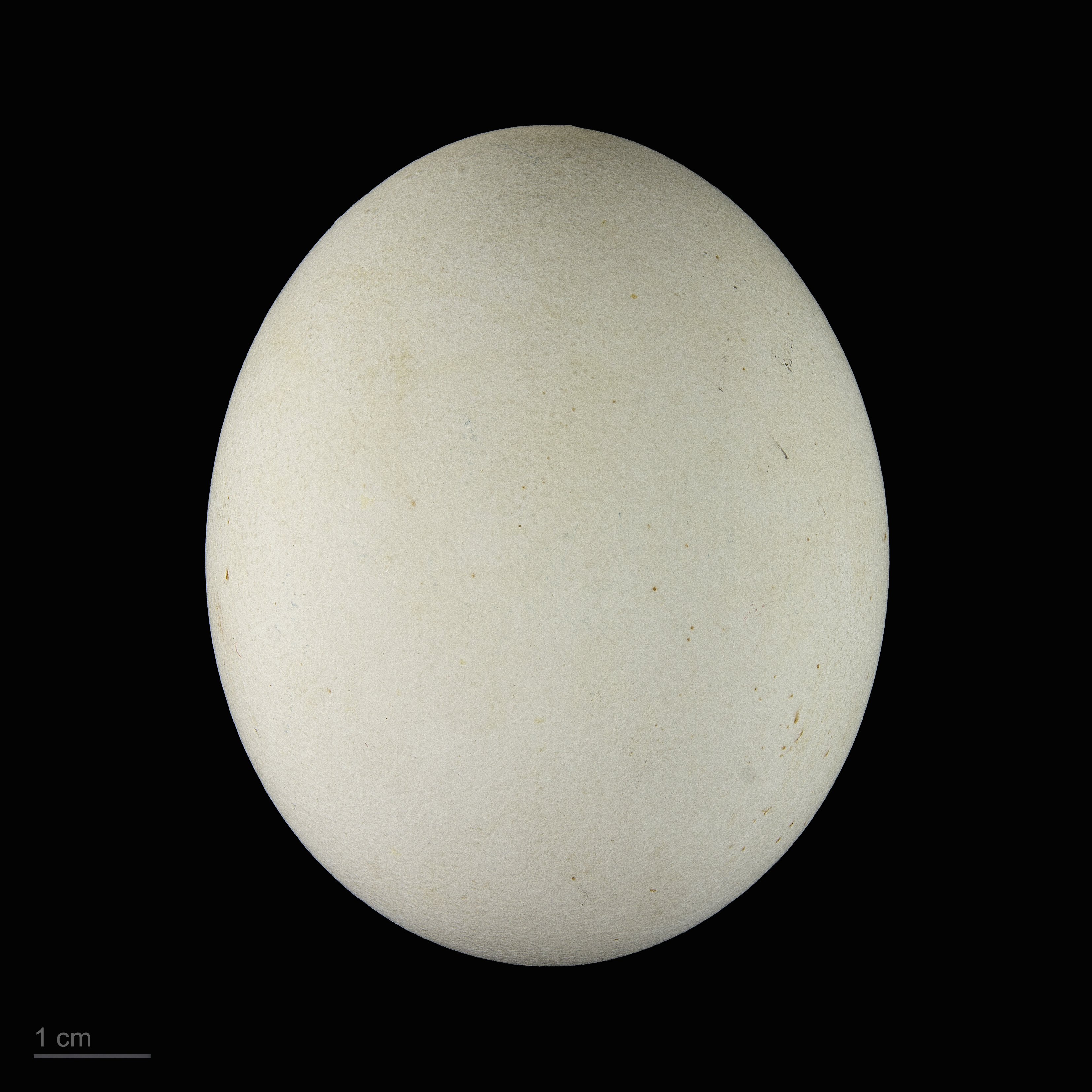
Яйцо